# 黒板をひっかく音

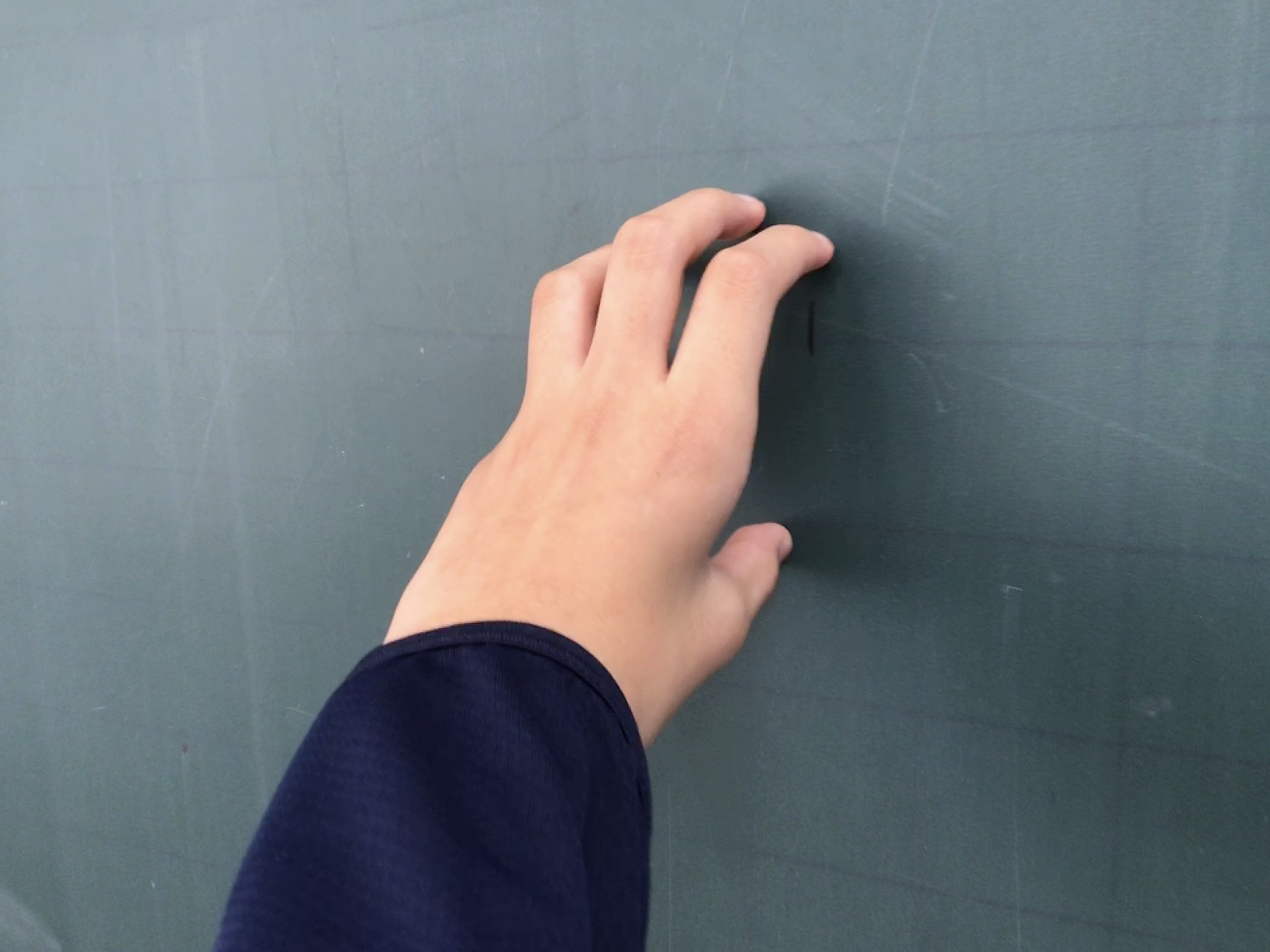
黒板をひっかく様子

黒板をひっかく音（こくばんをひっかくおと、黒板ひっかき音、黒板摩擦音、黒板のスクラッチ音とも）は、黒板をひっかく際に発せられる、一般には不快とされる音である。
24人のボランティアを対象に行われたノースウェスタン大学の眼科医、心理学者、聴覚学者による調査では、黒板をひっかく音は歯科医師が歯を削る音、発泡スチロールを擦り合わせる音を抑え、最も不快な音とされた。
自閉症の子どもの中には聞こえ方が他の人と違うために平気という者もいる。

## 物理的特性
黒板を引っ掻くと、人が会話で使う音域の丁度中間で、敏感に聞こえてしまい、人が不快に感じる2,000ヘルツから4,000ヘルツの周波数帯の音が出る。
ウィーン大学などの研究チームによれば、人間の耳の穴はこの帯域を増幅する構造になっているため、音の高低が変化する不快な音を特に耳障りに感じるという。

## 生理反応

### 交感神経プレチスモグラム、まばたき、呼吸、SPRを用いた分析では、「せせらぎ、鳥のさえずり波の音」と「蕎麦をすする音、黒板のスクラッチ音、歯を削る音」との問で有意差が見られた一方で、「蕎麦をすする音、黒板のスクラッチ音、歯を削る音」に有意差は見られなかった[4]。
黒板ひっかき音を2分間聞かせる実験の結果、その間に唾液アミラーゼ活性値が高まる。交感神経が刺激され唾液アミラーゼが分泌され活性値が高まると考えられている。
高くなった反応値は、健常児者と知的障害児者は、おおよそ6分を過ぎると下がり安定してくるのに対し、自閉症スペクトラム障害児者の大半に関しては10分を超えてようやく安定する場合が確認された。
通常、不快と感じる周波数帯域は2,000ヘルツから9,000ヘルツの間にピークをもつ音源であり、同じピークを持つ音楽刺激と黒板摩擦音は自律神経系に異なる影響を与えた。

## 心理反応

### 印象評価
「にがてな音」として黒板をはじめ、「もの」と「もの」がこすれることによって出る音が上げられることは多く、これらの音のイメージの評定には「かん高い」、「不安な」「不快な」傾向がみられている。

### 人類の祖先の痕跡説
黒板を引っ掻く音が、猿の警戒音に似ているために、原始の記憶が蘇り不快に感じるという説。ハルパーン、ブレイク、ヒレンブランドらによる研究では、3,000ヘルツから6,000ヘルツの音が不快感に寄与しており、マカクザルが警告を発する時の声の波形とよく似ていた。この研究は2006年にイグノーベル音響学賞を受賞している。